# Подлипки (Беларусь)
Подлипки (бел. Падліпкі) — деревня в Гродненском районе Гродненской области Республике Беларусь. Входит в состав Одельского сельсовета.
В 1940—1954 и 1965—1977 годах Центр Подлипковского сельсовета.